# Børsteløs DC-motor
En børsteløs DC motor, BLDC-motor (eng. Brushless DC electric motor) er en jævnstrøm el-motor, der bruger et elektronisk kommutator, i stedet for et mekanisk kommutator (se eventuelt elektromotor). En børsteløs motor i sig selv er forholdsvis simplere end traditionelle elektromotorer. Den elektroniske kommutering og styring af børsteløse motorer er avanceret og er i dag, på trods af det, relativ billig.
BLDC-motorer kræver mindre vedligeholdelse, da der er færre dele der bliver slidt og har sædvanligvis bedre ydeevne, højere drejningsmoment og effektivitet (typisk 80-90%, rekord 96%) over et stort vinkelhastighedsinterval, da magnetfelternes vinkel mellem rotoren og statoren kan styres og optimeres øjeblikkeligt efter ønsket kraft, acceleration, deceleration, vinkelhastighed og friløb.

Ydermere danner BLDC-motorer som regel lavere elektrisk støj end de gnistrende mekanisk kommuterede elmotorer.
BLDC-motor bliver bl.a. anvendt til: Elektriske modelfly, modelskibe, modelhelikopterer, el-cykler, diskettedrev, vaskemaskiner, harddisk-drev, videokassetteoptagerhovedets motor og evt. kapstanens motor, elektriske blæsere...

## Opbygning
BLDC-motor er i langt de fleste tilfælde 3-fasede og har derfor i langt de fleste tilfælde 3 tilledninger, som i princippet skal tilkobles 3 vekselstrømsfaser med 120 graders indbyrdes faseforskydning.
En BLDC-motor kan have Hall-sensorer og disse har så separate signaltilledninger.
I alle BLDC-motorer er det roterende armatur permanentmagneter og induktionsspolerne sidder på statoren og er dermed stationære.
BLDC-motor kan konstrueres i to forskellige fysiske opbygninger:
- inrunner – her er permanentmagneterne monteret på den indre rotorkerne. Stator spolerne omkranser og indelukker rotoren.
- outrunner (omløber) – opbygningen er permanentmagneterne sidder i en omkransende rotor der roterer om de indre stator-spoler.

Gear kan i mange tilfælde overflødiggøres ved anvendelse af det rette BLDC-motor design. F.eks. kan langsomtgående BLDC-motorer designes med mange poler, så drejningsmomentet og effektiviteten holdes højt. Denne designegenskab og fremkomsten af billige supermagneter (samariumkoboltmagneter og neodymiumagneter) omkring år 2000, har gjort BLDC-motorer meget populære til elektriske modelfly, da det sparer vægt og er mere effektivt.
En yderligere innovation af den børsteløse DC-motors konstruktion, blev gjort ved LaunchPoint af ingeniør Geoff Long. Konstruktionen med kulfiber vejer ca. 0,64kg, yde ca. 5kW ved 8400 rpm med 95% virkningsgrad.
 En af grundene til den høje virkningsgrad skyldes anvendelsen af rotor magneter placeret i Halbach array formation på begge sider af den jernløse stator. Hermed fjernes årsagen til eddytabsstrømme og hysteresetab.
Den elektroniske kommutering og styring udgøres af en 3-faset vekselretter, som via Hall-sensorer eller ved hjælp af den elektromotoriske kraft af en fasevikling i "tomgang", registrerer/aftaster magnetfeltet mellem rotor og stator – inkl. rotorretning – og dette anvendes til at styre de tre faser i henhold til ønsket kraft, acceleration, deceleration, vinkelhastighed og friløb.
Som et eksempel på en BLDC-motor med indbygget elektroniske kommutering og styring til elcykler, er der MITs design fra 2008.

## Sammenligning af børsteløse med børstede motorer
I en traditionel (børstet) DC-motor, skaber børsterne, også kendt som kullene, mekanisk kontakt med et sæt kontakter på rotoren (kaldet kommutatoren), og danner et elektrisk kredsløb imellem DC strømforsyningen og rotorens spoleviklinger. Når armaturet roterer på akslen, vil den roterende kommutator og de stationære børster skabe en elektrisk kontakt, så strømmen sluttes til den rotor-spole der er nærmest den stationære stator (permanent magnet).
I børsteløse motorer erstatter en intelligent elektronisk kontrol børste-/kommutator systemet. Den elektroniske kontroller styrer kommuteringsfunktionen, og håndtere strømfordelingen til hver stator-spole sådan at det elektromagnetiske felt produceret af stator-spolerne altid ”følger rotoren”. I systemer med børsteløse DC motorer, kaldes de integrerede kredsløb der udfører kommuteringsfunktionen elektronisk hastighedskontrol. Kontrolleren består af et sæt effekt MOSFET enheder, der driver den kraftige DC strøm og en microcontroller til at styre de hurtigt skiftende strømme præcist. Da kontrolleren altid følger rotoren, har den brug for en måde til at bestemme rotorens position i forhold til stator spolerne. Nogle designs bruger HALL effekt sensorer til direkte at måle rotorens position. Andre måler den dannede spænding i de spoler, der ikke forsynes med spænding til at bestemme positionen og gør separate HALL effekt sensorer overflødige. (børsteløse DC motorer danner en trapezformet spænding, hvor en børsteløs AC motor danner en sinusformet spænding).
Børsteløse motorer har følgende fortrin frem for børstede DC-motorer: højere pålidelighed, længere levetid (ingen eroderende børster), eliminere de ioniserende gnister fra kommutatoren, ogen generel reduktion af elektromagnetisk interferens (EMI). Børsteløse motorers største ulempe er den højere pris, som opstår fra to punkter: For det første kræver en børsteløs motor høj effekt MOSFET enheder i fabrikationen af den elektroniske hastighedskontrol. Børstede DC-motorer kan reguleres med i sammenligningen simple variable modstande (potentiometer eller rheostat), som ikke er effektive men tilfredsstillende til lavpris-apparater. For det andet, når man sammenligner teknikkerne til motorfremstillingen imellem børsteløse og børstede motorer, kræver mange børsteløse designs manuelt arbejde til at hånd-vikle statorspolerne, hvor børstede motorer bruger armaturspoler der kan maskinvikles billigt.
Børsteløse motorer betragtes som mere effektive end børstede motorer. Det betyder at ved den samme indgangs effekt, vil en børsteløs motor omdanne mere elektrisk energi til mekanisk energi end en børstet motor. Den øgede effektivitet er størst i den ubelastede og lavt belastede område af motorens effektivitets kurve. Under høj mekanisk belastning er en børsteløs og en højkvalitets børstet motor næsten lige effektive.

## Anvendelse
Børsteløse motorer kan anvendes alle steder hvor der ellers bruges en børstet DC motor. Prisen forhindrer at børsteløse motorer erstatter børstede motorer i mange af de mest almindelige anvendelser. Alligevel er børsteløse motorer kommet til at dominere i mange områder: Høj effekt børsteløse motorer bruges i elektriske biler, industrielle apparater og robotter. Bruger enheder som computer harddiske, CD/DVD afspillere, og PCens køle blæsere bruger næsten kun børsteløse motorer. Lav hastigheds, lav effekts børsteløse motorer bruges i direkte-drevne pladetallerkener
En stigende popularitet af eldrevne modelfly har skabt en efterspørgsel på højtydende børsteløse motorer. Mange hobbybyggere er begyndt at pille børsteløse motorer ud af kasserede CD-drev og DVD-drev – og genbruge dem i radiostyrede modelfly. Det har medført et stigende udbud af børsteløse motorer tilgængelige for slutbrugeren, til robotter og radiostyrede modelbiler. Børsteløse motorer sælges også som DIY (do-it-yourself – gør det selv) sæt, hvorved køberen kan spare penge ved at samle motoren selv.